# Brachymeria multicolor
Brachymeria multicolor är en stekelart som först beskrevs av Jean-Jacques Kieffer 1905.  Brachymeria multicolor ingår i släktet Brachymeria och familjen bredlårsteklar. Inga underarter finns listade.